# Diestrammena tsongkhapa
Diestrammena tsongkhapa är en insektsart som beskrevs av Würmli 1973. Diestrammena tsongkhapa ingår i släktet Diestrammena och familjen grottvårtbitare. Inga underarter finns listade i Catalogue of Life.